# José Fonollosa
José Miguel Fonollosa es un historietista español, nacido en Vinaroz, provincia de Castellón, en 1975.

## Biografía
En el año 2000 empezó a colaborar en la revista infantil Camacuc.
Para Dibbuks produjo el álbum Billy Bob: Buscando piedras con las que tropezar (2006) y la novela gráfica Te quise como solo se quiere a los cabrones (2007), que contaron con guiones de Manuel Castaño y María José Jiménez, respectivamente.  
En 2008 y después de la fantástica Sebastian Lefou (Aleta Ediciones, 2008), inició para Planeta una serie histórica de largo aliento, El viaje de Darwin, que alterna con obras humorísticas como Miau (Diábolo), Los muertos revivientes (Dolmen), Sex o no sex (Diábolo) o Tomas Falsas (Planeta).

## Premios
- XXXV Premio Diario de Avisos 2011 al mejor guion de historieta de humor.[3]